# Estación de Pereire - Levallois
Pereire - Levallois es una estación ferroviaria de la línea C del RER, situada en el XVII Distrito de París.
Ofrece conexión con la línea 3 del metro de París a través de largos pasillos que llevan hasta la estación de Pereire.

## Historia
La estación de ferrocarril se construyó y puso en servicio con el nombre de Courcelles-Levallois el 2 de mayo de 1854 dentro de la línea de Auteuil. Entonces estaba servida por trenes que circulaban entre la estación de Saint-Lazare y la antigua estación de Auteuil.
El 25 de marzo de 1869, al poner en servicio la línea Petite Ceinture, la estación quedaba ubicada en la unión de ésta con la línea de Auteuil y así durante las obras de construcción del enlace de Boulainvilliers fue ampliada a cuatro vías.
De 1934 (cierre de la línea Petite Ceinture) a 1985 (cierre de la línea de Auteuil) retomó su función original, unir la estación de Pont Cardinet con la de Auteuil.
Le 6 de enero de 1985, fue cerrada al construirse la Línea Vallée de Montmorency-Invalides que se integraría en la Línea RER C (ramal Norte) y sufrió una profunda modernización. Fue cubierta para eliminar ruidos, reducida a 3 vías y adaptada a la circulación de las modernas unidades de RER. La cobertura de la misma supuso la construcción sobre la misma de pistas de tenis, una cafetería y otras instalaciones.
Reabierta el 25 de septiembre de 1988, cambió de nombre por el actual de Pereire-Levallois. Se convirtió en el terminal de una lanzadera que la unía con la estación de Pont Cardinet partiendo de la vía 3 junto al andén central.
Desde el 5 de julio de 1996 la lanzadera Pereire-Levallois - Pont Cardinet se pasó a realizar en autobús y la vía 3 dejó de usarse de forma habitual.